# Endarahana
Endarahana – według „Sumeryjskiej listy królów” czwarty po potopie władca sumeryjski należący do tzw. I dynastii z Kisz. Dotyczący go fragment brzmi następująco:
„Endarahana (z Kisz) panował przez 420 lat, 3 miesiące i 3½ dnia”.